# Fatehpur Sikri

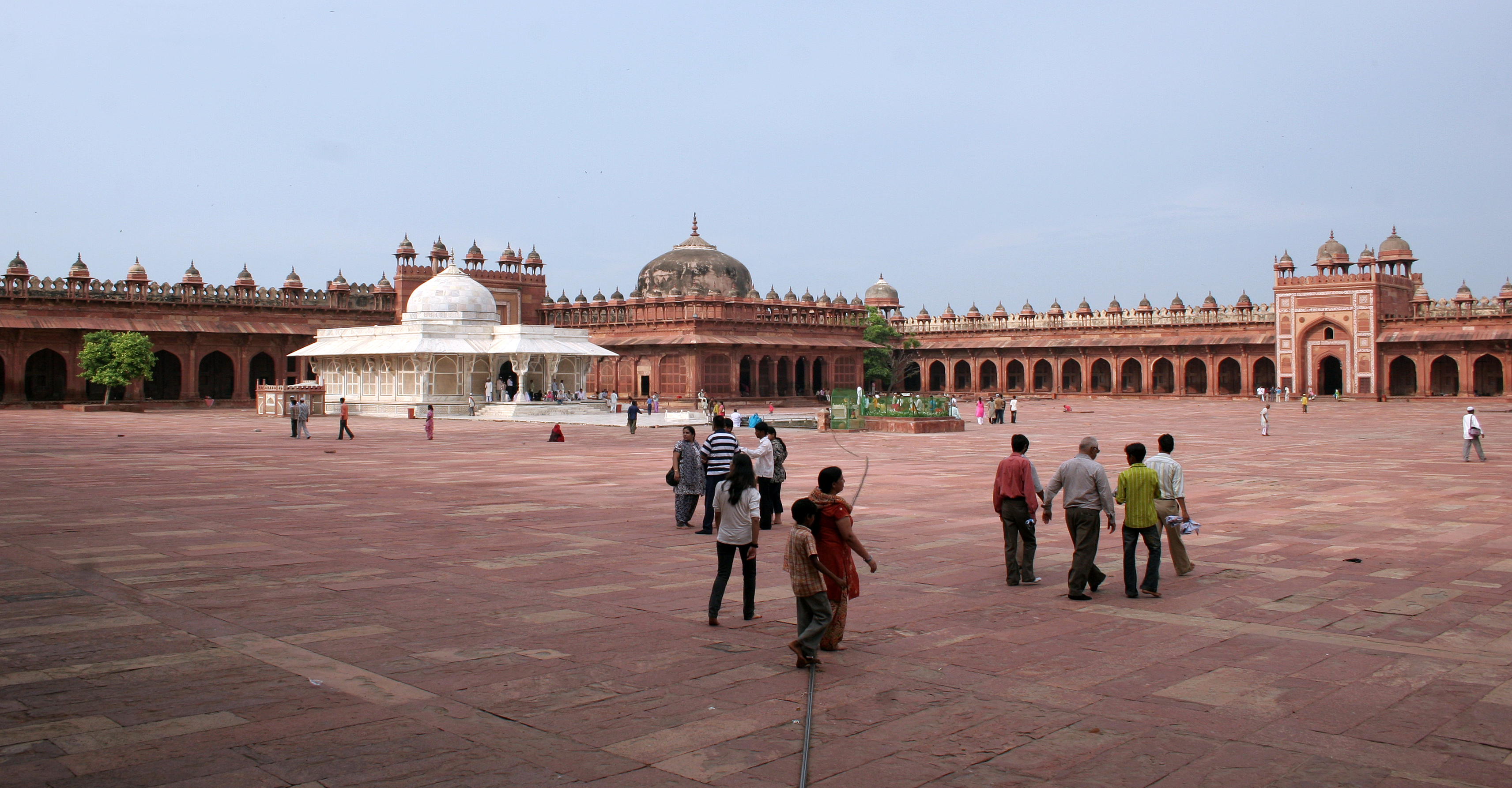
Moskéområdet med Salim Christis vita mausoleum.

Fatehpur Sikri (segerstaden) ligger nära staden Agra i delstaten Uttar Pradesh i Indien. Den tillhör distriktet Agra och hade 32 905 invånare vid folkräkningen 2011. Det omfattar ett stort palatsområde och en av Indiens största moskéer. Det byggdes på 1500-talet av stormogulen Akbar den store men lämnades snart efter hans död på grund av vattenbrist. Närheten (cirka 40 kilometer) till Agra och Taj Mahal gör den till en välbesökt turistattraktion. Fatehpur Sikri upptogs 1986 på Unescos världsarvslista.